# 高原書店
高原書店（たかはらしょてん）は、東京都町田市にあった古書店。正式名称は、株式会社高原書店。

## 概要
1974年、高原坦、陽子夫妻が徳島県から上京、町田市役所そばにオープン。その後数度、引っ越しするたびにその規模を拡大し、相模原市、横浜市、新宿区（新大久保駅前）にも店舗を拡大。
1985年、小田急町田駅東口近くのPOPビルに店舗を開店した。ここで20年間営業、その後、再び転居。現在の店舗は4階建て。2005年12月7日に高原坦が亡くなってからは、高原陽子が店主を引き継ぐ。営業をインターネット販売に力点を移し、地元徳島県にも1000坪の倉庫を構えて、在庫100万冊。入力データは、2010年9月現在で27万点。横浜、新宿の店舗は撤退し、インターネット販売に足場を移している。
2019年5月9日に閉店を発表。同日、東京地方裁判所で破産手続き開始の決定がなされた。

## 交友
目録を兼ねた冊子も刊行し、店内の美術サロンを地元美術家に発表の場として提供。八木義徳、遠藤周作、桜田常久など地元作家とも交流があり、直木賞受賞の三浦しをんは、大学卒業後、しばらくここでアルバイトをしていた。三浦しをん原作の「まほろ駅前多田便利軒」が映画化され、舞台である町田駅前は一時期、その話題で持ちきりであった。小田急線町田駅から高原書店までの道を「まほろ横丁」と名づけ、高原陽子を中心に商店や飲食店が販促活動を熱心に行っている。参加店で配布している「まほろ横丁map」は映画の主演の2人が写っている。

## 所在地
〒194-0022 東京都町田市森野一丁目31-17
小田急町田駅北口出口から、徒歩4分。

## 言及
坪内祐三は、1998年『東京人』で古本屋特集を組んだ頃の高原書店に触れ、後に出来たBOOKOFFを引き合いに出して、BOOKOFFに通じる店舗の広さ、並んでいる本、安さ、の一方、BOOKOFFにない「哲学」を感じるとして「極めて質の高いBOOKOFF」と形容した。また、高原書店従業員から書店の棚作りに同様の「におい」を感じさせる古書店を輩出している人脈に注目した。

## 出身者
高原書店の店員がのちに独立して古書店となった例に、「よみた屋」（吉祥寺）・「音羽館」（西荻窪）・「古書リンガス」（ネット）・「ブックパワーR・B・S」（神保町）などがある。阿南古堂（阿佐ヶ谷）もあったが、店長の死去で閉店。